# Giuseppe Zamberletti
Giuseppe Zamberletti (17 de diciembre de 1933-26 de enero de 2019) fue un político italiano y uno de los fundadores de la Protezione Civile (Protección Civil) de Italia, de la que fue el primer ministro en Italia desde 1981. 

## Biografía
Zamberletti nació en Varese, Lombardía. 
Miembro de la Democracia Cristiana (en italiano: Democrazia Cristiana, DC), fue elegido por primera vez para la Cámara de Diputados de Italia en 1968. Después de su reelección en 1972, se convirtió en subsecretario de Asuntos del Interior en los gobiernos de Moro IV, Moro V y Andreotti III, con responsabilidad de la seguridad pública, Vigili del Fuoco y Protección Civil. En los armarios Cossiga I y II. 
Debido a su papel como coordinador nacional de intervenciones de rescate, Zamberletti estuvo a cargo en emergencias italianas, como los terremotos de Friuli de 1976 y de Irpinia de 1980.  Participó en el caso planteado por el comité de investigación del Parlamento italiano para el uso ilegal de fondos durante el terremoto de 1980 En el verano de 1979 organizó el rescate de refugiados vietnamitas de Vietnam del Norte, una operación que fue realizada por los cruceros Andrea Doria, Vittorio Veneto y la nave de apoyo Vesuvio. 
Zamberletti fue el primer ministro italiano de protección civil a partir de 1982 (Spadolini I y II Cabinets), una posición que ocupó también bajo los dos gabinetes siguientes de Bettino Craxi. En el gabinete de Forlani fue ministro de Obras Públicas. En 1992 fue elegido para el Senado italiano.  En 2004-2009 fue presidente de la Confederación de Empresarios Italianos de todo el mundo. 